# 玛尔尤特·罗利格
玛尔尤特·罗利格（芬蘭語：Marjut Rolig，1966年2月4日—），芬兰女子越野滑雪运动员。她曾代表芬兰参加1992年和1994年冬季奥林匹克运动会越野滑雪比赛，共获得一枚金牌和一枚银牌。